# Эрфвайлер

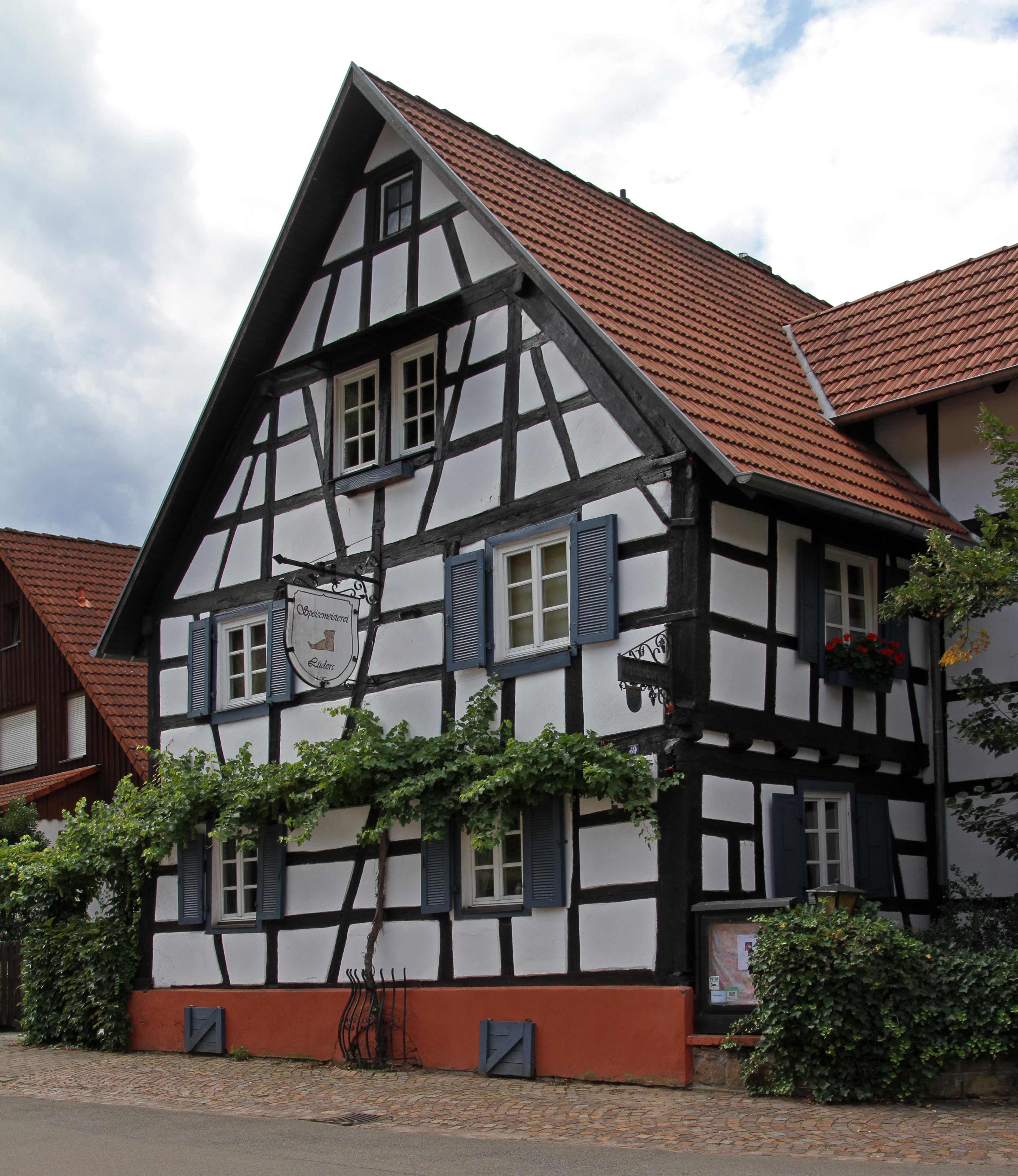

Эрфвайлер (нем. Erfweiler) — коммуна в Германии, в земле Рейнланд-Пфальц. 
Входит в состав района Юго-западный Пфальц. Подчиняется управлению Данер Фельзенланд.  Население составляет 1196 человек (на 31 декабря 2010 года). Занимает площадь 8,84 км².